# Wohn- und Wirtschaftsgebäude Alte Schulstraße 5
Das Wohn- und Wirtschaftsgebäude Alte Schulstraße 5 als ehemaliges Pfarrhaus in der niedersächsischen Gemeinde Lamstedt, Samtgemeinde Börde Lamstedt, im Landkreis Cuxhaven stammt aus der Mitte des 19. Jahrhunderts. Aktuell (2024) wird es als Wohnhaus und landwirtschaftlich oder gewerblich genutzt. Das Gebäude steht unter Denkmalschutz (siehe auch Liste der Baudenkmale in Lamstedt).

## Geschichte und Beschreibung
Lamstedt wurde erstmals 1115 als kirchlicher Amtsbezirk erwähnt. Um 1300 wurde die langgestreckte Saalkirche St. Bartholomäus gebaut. Pfarrer und Organist erhielten ihre Wohnhäuser. Die Börde Lamstedt als Pfarrei (Parochia) wurde im Vörder Register um 1500 erstmals erwähnt. Unmittelbar nach dem zweiten großen Ortsbrand von 1847 wurden das Organistenhaus an der Kleinen Straße und das Pfarrhaus an der Alten Schulstraße östlich der Kirche im Ortskern neu errichtet.
Das eingeschossige giebelständige verklinkerte Gebäude in Backstein als Vierständer-Hallenhaus mit pfannengedecktem Krüppelwalmdach und zwei seitlichen Wohneingängen wurde 1848 (Inschrift) als Pfarrhaus mit landwirtschaftlichem Bereich gebaut. Der Wirtschaftsgiebel mit der Grooten Door mit Korbbogen ist schmucklos.
Zur Zeit des Neubaus nahm von 1844 bis 1867 Diedrich Friedrich Wilhelm Werbe die erste Pfarrstelle wahr und von 1840 bis 1857 Ernst Wilhelm Christian Zeidler die zweite Pfarrstelle. 1978 wurde ein neues Pfarrhaus I gebaut und dieses Gebäude veräußert. Ein Pfarrhaus II entstand 1966/67.
Das Landesdenkmalamt befand u. a.: „… das ehemalige Pfarrhaus besteht aus Backstein mit sparsamem Backsteinschmuck …“